# NGC 303
NGC 303は、くじら座の方角にあるレンズ状銀河である。1886年にアメリカ合衆国の天文学者フランシス・レブンワースが発見した。